# Ковач, Ласло (дирижёр)
Ласло Ковач (венг. Kovács László; род. 18 сентября 1956, Ньиредьхаза) — венгерский дирижёр.

## Биография
Начинал музыкальную карьеру как тромбонист. Окончил Музыкальную академию имени Ференца Листа, совершенствовал своё мастерство в Московской консерватории под руководством Юрия Симонова. В 22 года дебютировал с оркестром Будапештской оперы, одновременно начал работать ассистентом дирижёра в Мишкольцском симфоническом оркестре, в 1984—1998 гг. возглавлял его. В 1998 году перешёл в Симфонический оркестр Венгерского радио, в 2004—2008 гг. его руководитель. Лауреат ряда венгерских музыкальных премий.